# Сабаля-дал-Кумтат
Сабаля-дал-Кумтат — муніципалітет і село в Іспанії, у комарці Конка-де-Барбера, у провінції Таррагона, Каталонія. Населення становить 53 особи (2023).